# Franco Manescalchi
Franco Manescalchi (Firenze, 6 dicembre 1937 – Firenze, 29 settembre 2023) è stato un poeta, saggista e giornalista italiano.

## Biografia
Franco Manescalchi nei primi anni sessanta fece parte del gruppo operante intorno alla rivista Quartiere (1958-1967) la cui poetica pone al centro la voce della coscienza civile e della presenza storica. 
Negli anni settanta diede vita al gruppo e alla rivista underground Collettivo R, redattore (1969 al 1991), interni al movimento internazionale della esoeditoria che intese svincolare la poesia dal potere editoriale, per operare un rinnovamento linguistico e storico e per mettere a confronto diverse generazioni.
A documentazione storica di questo movimento rimane la Rassegna dell'esoeditoria italiana, Esposizione internazionale, Trento 1971, con il catalogo firmato dall'autore, Francesco Leonetti, Sarenco, Adriano Spatola, ed altri.
Dal 1979 al 1988 fu Consigliere nazionale del Sindacato Nazionale Scrittori.
Altra rivista dell'underground fu Ca Balà, di cui fu direttore (1978-1980) e sulla quale apparvero suoi pamphlet ed epigrammi.
Sulle pagine di Stazione di posta, trimestrale di corrispondenze culturali (1984-2000) da lui diretto, trovò poi il modo per dialogare sulle nuove esperienze letterarie e sul loro aprirsi a esiti sempre più vasti. 
Egualmente le sue ricerche sulle tradizioni popolari trovarono spazio nella rivista Toscana folk, di cui fu redattore (1996-2001).
Per la divulgazione sul territorio della poesia, dal 1991 diresse Novecento Poesia Centro di studi e documentazione, associazione per la quale curò un ciclo di seminari e incontri denominato “Pianeta Poesia” tenutisi per anni nello storico Caffè Le Giubbe Rosse di Firenze e in altre sedi istituzionali quali la Biblioteca Marucelliana, la Biblioteca Mario Luzi e la Casa di Dante.
Curò inoltre, per le edizioni Polistampa di Firenze, le collezioni Sagittaria dal 1996 e Corymbos dal 2007 che ospitano poeti in cui convivano ricerca interiore e coscienza etica.
Con scritti su poeti e narratori del Novecento collaborò alle pagine letterarie di periodici e quotidiani nazionali, fra cui Il Ponte, L'Unità, Il corriere di Firenze, Carte segrete, Erba d'Arno, Il Portolano, Studi Cattolici, Le Arti.
In volumi collettanei e storie letterarie pubblicò saggi su temi quali l'influenza di Garcia Lorca nei poeti italiani nel secondo Novecento, poeti, poetiche e gruppi negli anni settanta dalle antologie di tendenza, e su autori: Rocco Scotellaro, Gavino Ledda, Giuseppe Zagarrio, Margherita Guidacci, Giuseppe Panella, Vittorio Vettori.
Fu insegnante e anche autore di testi scolastici: Scuola insieme, De Agostini, Novara, 1976 (Sussidiario)
Primabase, Edipem/De Agostini, Novara, 1979 (Sillabario); I Toscani, Il Portolano-Cappelli, Bologna, 1979, Pinocchio in versi, CFR, Piateda (SO), 2012 (Fedro, collana di poesia per l'infanzia).
Nel 2015 ricevette la medaglia d'onore dall'Ordine dei giornalisti - Consiglio regionale della Toscana, per i suoi cinquanta anni di attività giornalistica.
Delle sue opere hanno scritto, fra gli altri, Pier Paolo Pasolini, Franco Fortini, Giorgio Luti, Oreste Macrì, Giuliano Manacorda, Giancarlo Ferretti, Emilio Isgrò, Giorgio Barberi Squarotti.
Dal 2017 tutti i suoi materiali sono giacenti nel Fondo Manescalchi presso la biblioteca Marucelliana.

## Pubblicazioni

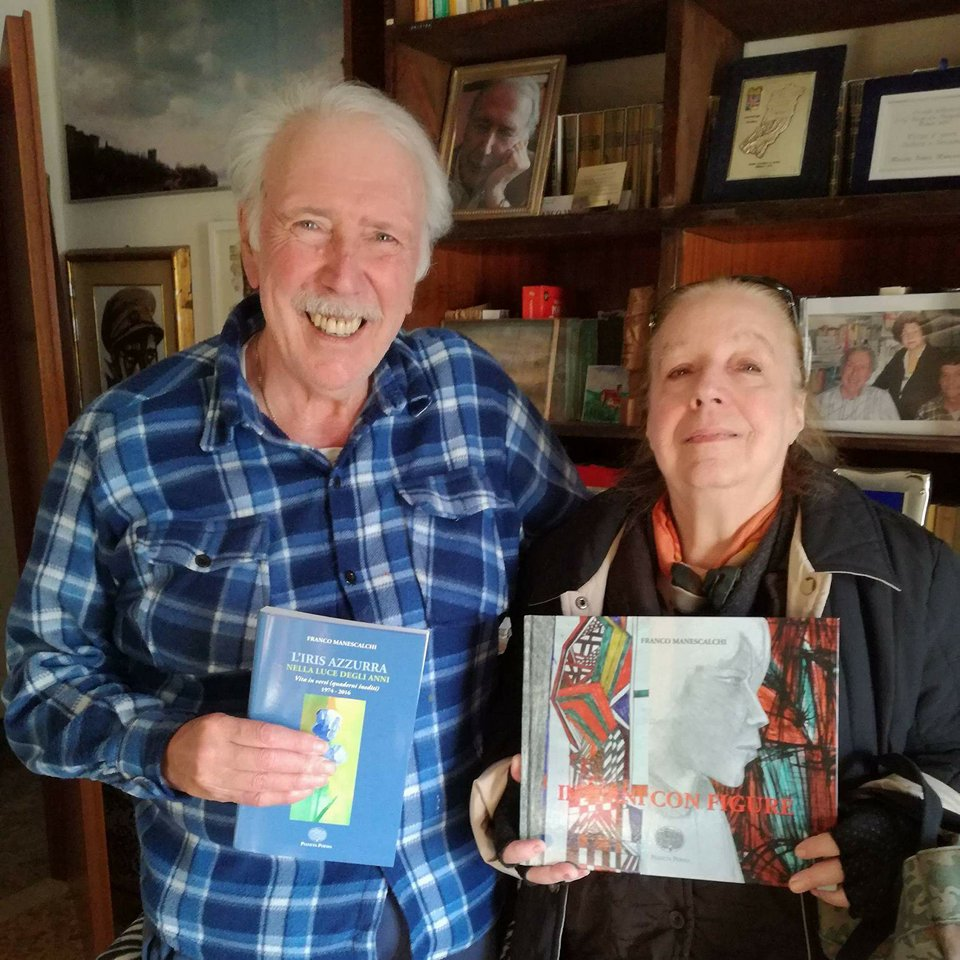
Franco Manescalchi nel 2017 con Lilly Brogi

### Poesia
- Città e relazione, Leonardi, Bologna, 1960
- L'età forte, Quartiere, Firenze, 1962
- La macchina da oro, Quartiere, Firenze, 1964
- Il paese reale, Collettivo R, Firenze, 1970
- La nostra parte, Collettivo R, Firenze, 1976
- Le scapitorne, Esuvia, Firenze, 1987
- Aria di confine, Libria, Firenze-Matera, Melfi, 1990
- La neve di maggio, Polistampa, Firenze, 2000 (antologia dei precedenti volumi 1959-1995)
- Selva domestica, Polistampa, Firenze, 2010
- L'iris azzurra, Pianeta Poesia, Firenze 2017

### Prosa
- Lumina. Memorie massime e canti popolari dal mondo contadino toscano con Ivo Guasti, editore Vallecchi, Firenze 1984[3]
- Movimento operaio e discriminazione in fabbrica (cronaca), Polistampa, Firenze, 1995
- I giorni dell'esodo, Polistampa, Firenze, 2014

### Saggistica
- L'area fiorentina nella quarta generazione, Quartiere, Firenze, 1966
- La fantasia della rivoluzione, Collettivo R, Firenze, 1969 (ciclostilato)
- La nuova area fiorentina quarta generazione, Cenobio, Lugano, 1970
- Poesia: per un possibile repertorio Fra autogestione e ciclostile, Impegno ‘70, Mazara del Vallo, 1977
- La situazione della poesia all'inizio degli Anni Ottanta: il 1981, Le Monnier, Firenze, 1982 (estratto da Città e Regione)
- Ottovolante: campionario di riviste di poesia, Ottovolante, Firenze, 1984
- Ottovolante Campionario di editori di poesia, Ottovolante, Firenze, 1985
- La città scritta – Da “Quartiere” alle “Giubbe Rosse” – la cultura della poesia del Secondo Novecento a Firenze, Edifir, Firenze, 2005

### Antologie e curatele
- Poesia impegno e Resistenza, Duva editore, Firenze, 1969
- La barriera (poesia popolare), Vallecchi, Firenze, 1973
- La veglia lunga (poesia popolare), Vallecchi, Firenze, 1978
- La poesia in Toscana, dagli anni quaranta agli anni settanta, Casa editrice D'Anna Messina Firenze 1981 (Atti del convegno tenuto al Gabinetto Vieusseux nel 1980)
- Dopo Scotellaro, Alcuni modelli di poesia lucana, Due arti, Centro di documentazione di poesia e grafica, Firenze, 1982
- La fatica consumata, Collettivo R, Firenze, 1982
- Parola per immagine, mostra di materiali grafici interdisciplinari, Centro di documentazione e grafica Due Arti, Firenze, 1983
- Taccuino degli anni cinquanta, Sirio Midollini, Meli gioielli, Firenze, 1993
- Poeti della Toscana, con Alberto Frattini, Forum/Quinta generazione, Forlì, 1985
- Paesia, gli oggetti della memoria, Circolo letterario Semmelweis, Figline Valdarno, 1993
- Poesia e religione, Crt, Pistoia, 1994
- Lumina (poesia e memoria popolari), Vallecchi, Firenze, 1994
- Poeti di Novecento, – Libera cattedra di poesia, Firenze, 1994
- Il prato azzurro (poesia e memoria popolari), Polistampa, Firenze, 1996
- Bambini: un anno di speranza, Polistampa, Firenze, 1996
- Nostos, Polistampa, Firenze, 1997
- Il sole nell'aia, Sirio Midollini, Polistampa, Firenze, 1998
- Il cuore costante, Polistampa, Firenze, 1998
- Al centro le poetiche, Polistampa, Firenze, 1998
- Carteggio, Polistampa, Firenze, 1999
- Pianeta Poesia, Documenti 1, Comune di Firenze, Firenze, 2005
- Poesia in Toscana, La Bezuga, Firenze, 2006
- Pianeta Poesia, Documenti 2, Polistampa, Firenze, 2008
- Poesia del Novecento in Toscana, Biblioteca Marucelliana, Firenze, 2009
- Sirio Midollini -  Opere e libri da lui illustrati  - Biblioteca Marucelliana, Firenze, 2009.
- Pianeta Poesia, Documenti 3, Novecento Poesia, Firenze, 2012
- Poeti in bici, con Giancarlo Bianchi, Polistampa, 2014
- Pianeta Donna, Antologia poetica con Lilly Brogi, Giancarlo Bianchi, Michael Musone, 2017

#### Arte
- Interni con figure, Novecento Poesia, 2017

### Altre attività letterarie

#### Collaborazione con periodici, quotidiani e riviste
- Il Ponte
- L'Unità
- Il corriere di Firenze
- Erba d'Arno
- Carte segrete
- Il Portolano
- Studi Cattolici
- Le Arti

#### Traduzioni
- Poeti a Cuba, Cultura editrice, Firenze, s.i.d
- José Agustin Goytisolo, Pierre le Maquis, Collettivo R, Firenze, gennaio 1972

#### Premi
- Premio Camaiore 1991
- Premio d'onore dal Concorso "Lilly Brogi la Pergola Arte" 2010 III Edizione.[4]